# Unec
Unec este o localitate din comuna Cerknica, Slovenia, cu o populație de 487 de locuitori.